# Absteifen (Kochen)
Als Absteifen bezeichnet man eine Variante des Blanchierens.
Es dient dazu, Schlachtfleisch und Innereien wie Bries oder Hirn aber auch Muscheln und Austern durch Eiweißgerinnung eine festere Oberfläche zu verleihen, um eine Weiterverarbeitung wie das Tranchieren in feine Scheiben oder das Spicken zu erleichtern. Auch bei der Herstellung von Leberwurst wird dieses Verfahren angewandt.     